# The Disintegration Loops
The Disintegration Loops è una serie di quattro album in studio pubblicati fra il 2002 e il 2003 dal compositore d'avanguardia statunitense William Basinski.

## Storia

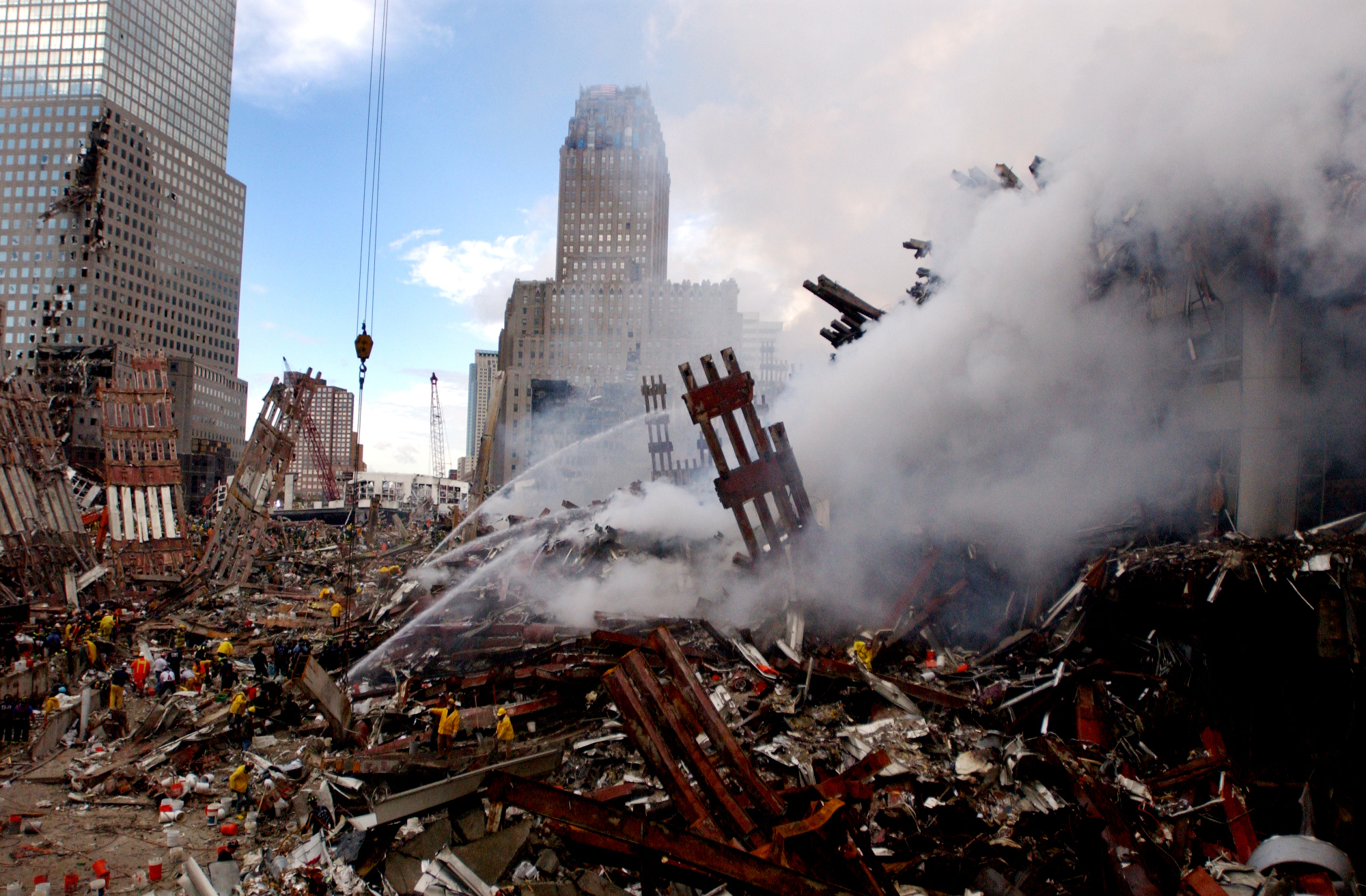
Foto scattata nel World Trade Center il giorno seguente gli attacchi terroristici dell'11 settembre

Durante gli anni ottanta, per registrare la sua musica, Basinski si serviva di suoni trovati, radio a onde corte e sistemi di delay ispirandosi a Steve Reich e Brian Eno. Decenni dopo, mentre trasferiva quelle registrazioni dal nastro magnetico a un formato digitale più affidabile, Basinski scoprì che i nastri si erano intanto deteriorati. Nonostante ciò, mise quei nastri in loop lasciando che i nastri si rovinassero ulteriormente, ottenendo come diretta conseguenza un suono che diviene sempre più crepitante e distorto. Basinski decise anche di trattare la sua musica aggiungendovi dei riverberi. Frutto di questi esperimenti, il primo album della serie The Disintegration Loops venne terminato a Brooklyn l'11 settembre 2001, giorno degli attentati dell'11 settembre 2001. Il giorno stesso, l'artista rimase a osservare ciò che stava accadendo nel World Trade Center sul tetto dell'edificio in cui abitava insieme ad alcuni amici, e fece un filmato dell'attacco durante l'ultima ora di luce da un tetto. La mattina seguente, Basinski riprodusse la musica della prima traccia dell'album Disintegration Loop 1.1 per incitare le persone a riflettere sulle conseguenze degli attacchi terroristici. L'artista pubblicò l'album nel 2002, e lo dedicò alle vittime dell'attentato. Secondo le parole dell'artista, gli attentati "hanno dato un nuovo significato ai brani musicali creati dal catastrofico decadimento avvenuto nel mio studio poche settimane prima".
Fra il 2002 e il 2003, sempre utilizzando la tecnica del tape loop, Basinski pubblicherà gli altri tre album della serie The Disintegration Loops.
Nel pomeriggio dell'11 settembre 2011, la musica di The Disintegration Loops venne eseguita al Metropolitan Museum of Art di New York da un'orchestra dal vivo per celebrare il decimo anniversario dell'11 settembre.
Il 4 settembre 2012, l'etichetta discografica nuovaiorchese Temporary Residence Limited pubblicò un cofanetto in edizione limitata contenente tutti e quattro gli album della serie The Disintegration Loops più altro materiale.

## Copertina
Le immagini di copertina degli album raffigurano delle istantanee del World Trade Center distrutto in seguito all'attacco terroristico. Le foto sono tratte dal filmato che il compositore fece durante la sera dell'11 settembre.

## Accoglienza
La serie The Disintegration Loops ha ricevuto il plauso della critica e della stampa specializzata. Pitchfork la inserisce all'ultima posizione della sua classifica dei trenta migliori album del 2004. In una casistica successiva, il sito inserisce la serie The Disintegration Loops al terzo posto nella sua classifica dei suoi migliori album ambient mai pubblicati dopo Ambient 1: Music for Airports di Brian Eno e 
Selected Ambient Works Volume II di Aphex Twin. Resident Advisor considera i quattro capitoli di The Disintegration Loops l'ottantaseiesimo album migliore del decennio, mentre Tiny Mix Tapes li inserisce fra le dieci migliori uscite dello stesso periodo.